# Băng ghế Internet

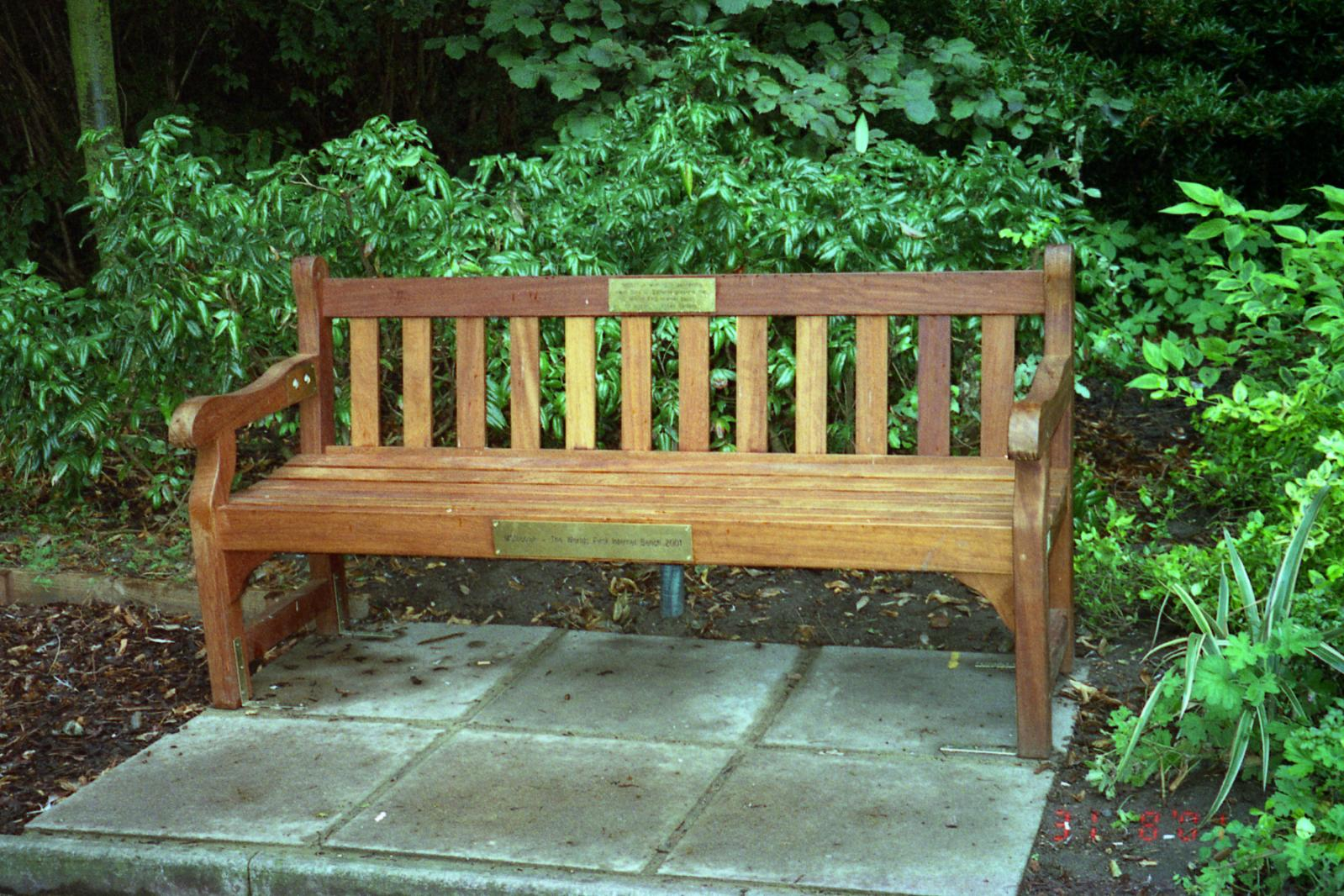
Băng ghế Internet

Băng ghế Internet (tiếng Anh: Internet bench), hay còn gọi là ghế ngồi kết nối mạng (cyber seat), là băng ghế được kích hoạt Internet đầu tiên khánh thành vào ngày 6 tháng 8 năm 2001 tại Bury St. Edmunds, Suffolk, Anh. Băng ghế có thiết kế để dành cho tối đa bốn người có thể cùng một lúc cắm máy tính xách tay của họ vào giắc cắm modem và truy cập Internet miễn phí. Sau khi đi vào hoạt động, băng ghế đã trở nên nổi tiếng như một địa điểm chụp ảnh và là tin tức cho các kênh truyền thông quốc tế. Ngoài ra, nó cũng được Sách kỷ lục Guinness công nhận là "băng ghế Internet lâu đời nhất thế giới". Hiện nay, chức năng kết nối Internet của băng ghế đã ngừng hoạt động

## Mô tả
Băng ghế Internet được MSN lắp đặt lần đầu tại khu vườn trong sân tu viện thị trấn Bury St Edmunds với sự hỗ trợ của Hội đồng Thị trấn tự trị St Edmundsbury. Băng ghế có thiết kế để dành cho tối đa bốn người có thể cùng một lúc cắm máy tính xách tay của họ vào giắc cắm modem và truy cập Internet miễn phí. MSN cho biết họ đã cân nhắc Bury St. Edmunds làm địa điểm lắp đặt sau khi nhận được nhiều đơn đặt hàng từ các chính quyền địa phương trên toàn quốc. Băng ghế có trị giá khoảng 60 bảng và modem là 30. MSN chỉ đồng ý trả tiền modem trong ba tháng, sau đó hội đồng địa phương sẽ phải chịu trách nhiệm thanh toán nếu họ muốn tiếp tục dự án này.

## Sử dụng
Băng ghế Internet được khánh thành chính thức vào ngày 6 tháng 8 năm 2001 tại Bury St. Edmunds. Người đầu tiên sử dụng băng ghế này là thị trưởng thị trấn Brian Bagnall.
Trong những ngày đầu đi vào hoạt động, băng ghế đã bị phá hoại nhiều lần bằng cách "chặn một trong các phích cắm của modem". Thậm chí, có hai thiếu niên đã cố gắng liên lạc với Bill Gates khi phát hiện ra rằng băng ghế có thể được dùng để gọi điện quốc tế miễn phí. Sau khi được thông báo về sự việc, các kỹ sư đã vô hiệu hóa khả năng này, đồng thời băng ghế cũng được tuần tra một cách nghiêm ngặt vào ban ngày và khóa các ổ modem lại vào ban đêm để ngăn chặn sự phá hoại từ những người thiếu ý thức.
Ann Clarke, phát ngôn viên của hội đồng địa phương đã nói rằng mọi người đều bị băng ghế này thu hút; các phóng viên của nhiều kênh truyền thông quốc tế khác nhau chủ yếu đến từ Nhật Bản và Hàn Quốc cũng ghé thăm địa điểm này để đưa tin. Dù được sử dụng để truy cập vào Internet miễn phí, nhiều người chỉ đến để thăm quan với mục đích chụp ảnh làm kỷ niệm.

## Công nhận
Băng ghế Internet đã được Sách kỷ lục Guinness công nhận là "băng ghế Internet lâu đời nhất thế giới". Hiện nay, chức năng kết nối Internet của băng ghế đã ngừng hoạt động.

## Hình ảnh

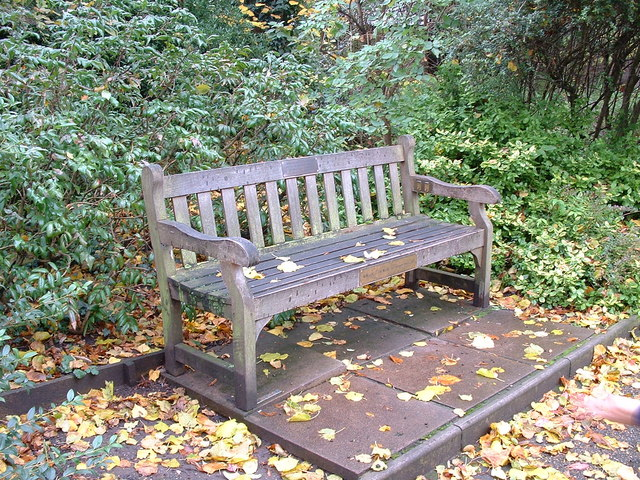
Băng ghế Internet vào năm 2006
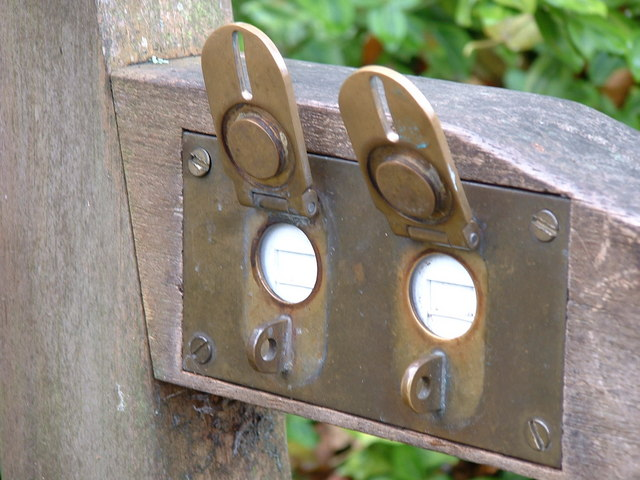
Hai trong số các giắc cắm modem trên băng ghế
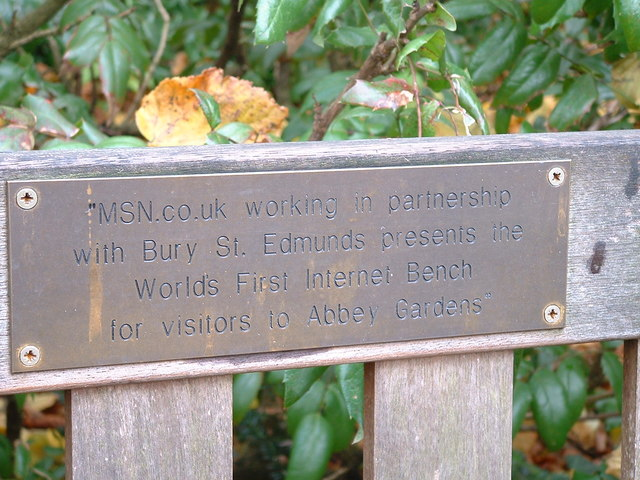
Tấm biển trên cùng của băng ghế trước khi ngừng hoạt động
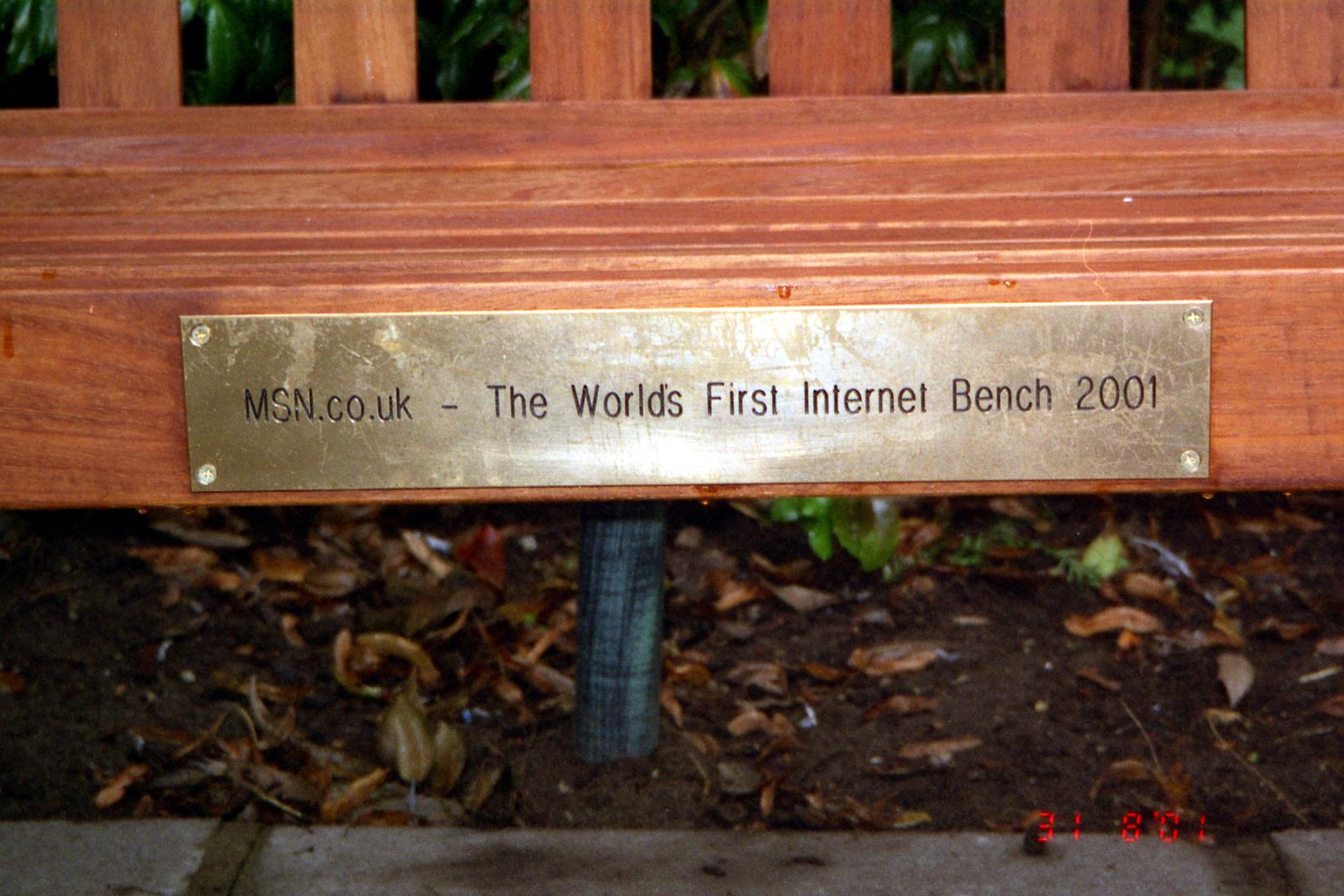
Tấm biển dưới cùng của băng ghế